# Ife
Ife (en yoruba: Ifè, también Ilé-Ifẹ) es una antigua ciudad yoruba en el suroeste de Nigeria. Según algunas investigaciones el desarrollo urbano del área pudo iniciarse desde el 500 a. C. Está localizada actualmente en el estado de Osun. Su población actual se estima en 501 952 habitantes.

## Historia

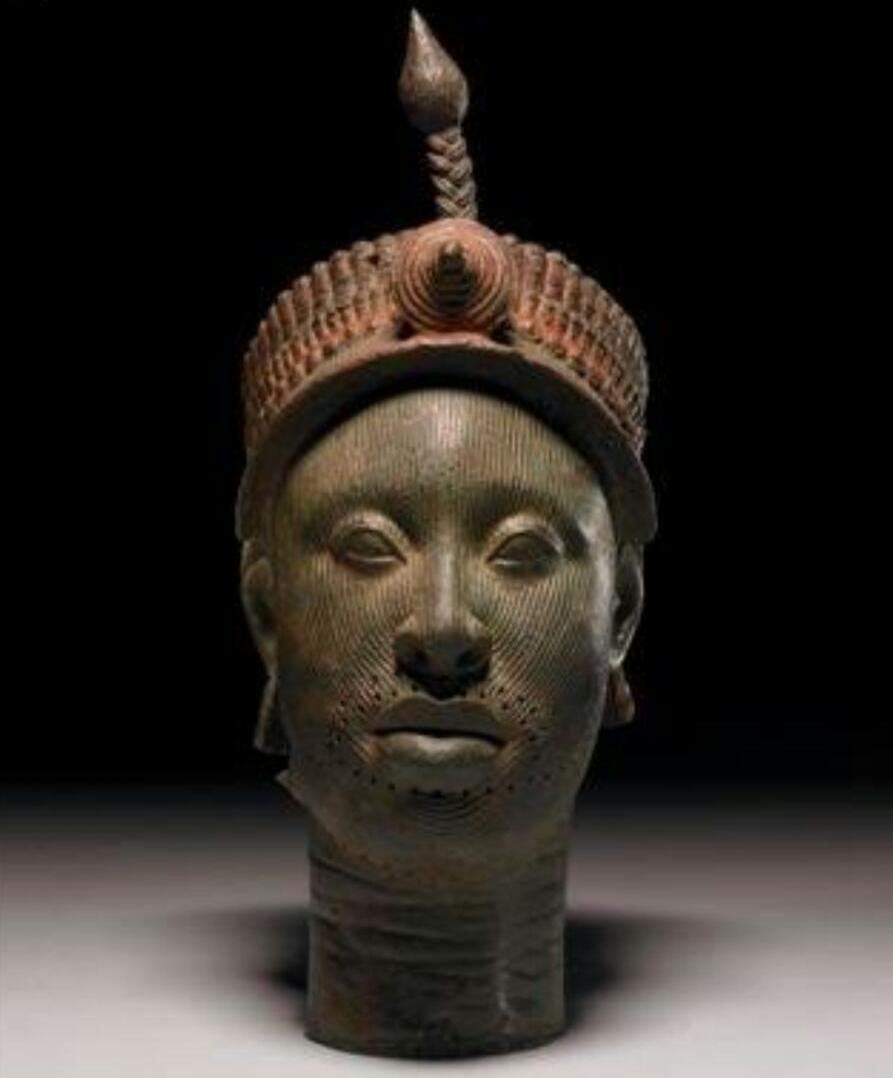
Escultura de un rey de Ifé.

### Origen mítico de Ife, la ciudad santa: Creación del mundo
De acuerdo con la mitología yoruba, Olodumare, el Dios Supremo, ordenó a Obatalá crear la Tierra. Pero cuando se disponía a emprender esta tarea, descubrió casualmente el vino de palma, del que bebió hasta emborracharse. A causa de esto, su hermano menor, Oduduwa, se llevó los tres elementos esenciales de la creación, descendió de los cielos por una cadena y tiró un puñado de tierra sobre el océano primordial. A continuación, colocó allí un gallo para que pudiera esparcir la tierra, creando así el terreno en el que Ile Ife se construiría.[2] Oduduwa plantó una nuez de palma en un agujero en la tierra recién formada y de allí surgió un gran árbol con dieciséis ramas, una representación simbólica de los clanes de la primera ciudad-estado de Ifé. Esta usurpación de la creación por Oduduwa dio origen a un sempiterno conflicto entre él y su hermano mayor Obatalá, que continúa proclamándose en la era moderna de los grupos de culto de los dos clanes durante el festival ITAPA del año nuevo.[3] Así, en el relato de su creación del mundo, Oduduwa se convirtió en el antepasado del primer rey divino de los yoruba, mientras Obatalá creó y dio vida a los primeros Yoruba a partir de la arcilla. El significado de la palabra ife en Yoruba es ‘expansión’; por lo tanto, Ile-Ife es, en referencia al mito de origen, "La Tierra de expansión".

### Origen de los estados de la región: dispersión de la ciudad santa, Ife
Oduduwa tuvo hijos, hijas y un nieto que pasó a fundar sus propios reinos e imperios, a saber: Ila Orangun, Owu, Ketu, Sabé, Popo y Oyo. Oranmiyan, hijo pequeño de Oduduwa, fue uno de los principales ministros de su padre y supervisor del incipiente Reino de Benín, después de que Oduduwa concediera a los habitantes de Edo su gobierno. Cuando Oranmiyan decidió volver a Ile Ife después de un período de servicio en Benín, dejó atrás un niño llamado Eweka que tuvo en el ínterin con una princesa indígena. El joven se convirtió en el primer gobernante legítimo de la segunda dinastía Edo, que ha gobernado lo que ahora es Benín desde ese día hasta hoy. Oranmiyan  pasó más tarde a fundar el Imperio Oyo que  en su apogeo se extendía desde la orilla occidental del río Níger hasta las orillas orientales del río Volta, constituyendo uno de los más poderosos estados medievales de África hasta su colapso, ya en el siglo XIX.
En la tradición de muchos pueblos de Nigeria, en particular de los hablantes de lenguas yoruboides, la región de origen desde la que estos pueblos se expandieron por todo el suroeste del país habría sido la ciudad de Ifé.

## Características
Ifé es actualmente una ciudad de tamaño medio. En ella se encuentran la Universidad Obafemi Awolowo y el Museo de Historia Natural de Nigeria. Su habitantes pertenecen mayoritariamente al grupo étnico yoruba, un de los mayores de África. Ifé cuenta con una estación de televisión local llamada NAT Ife, algunas empresas y es también el principal centro comercial de la economía agrícola de sus regiones inmediatas. Se cultiva ñame, mandioca, cacao, tabaco y algodón. La ciudad cuenta con un estadio con capacidad para 9000 personas; su equipo de fútbol se encuentra en la segunda división de la liga profesional de Nigeria. El significado de la palabra ife en el idioma yoruba es ‘amor’.